# Història tèrmica de la Terra
La història tèrmica de la Terra és l'estudi de la història de refredament interior del planeta. És un subcamp de la geofísica. La història tèrmica també es calcula per al refredament interior d'altres cossos planetaris i estel·lars. L'estudi de l'evolució tèrmica interna terrestre és incert i controvertit, incloent-hi la interpretació de les observacions petrològiques emprades per a inferir la temperatura interna, la dinàmica del fluid responsable de la pèrdua de calor i les propietats del material que determinen l'eficiència del transport calorífic.

## Visió general
Les observacions utilitzables per a inferir la temperatura interior de la Terra van des de les roques més antigues terrestres fins a les imatges sísmiques modernes de la grandària del nucli intern. Les roques volcàniques antigues es poden associar amb una profunditat i temperatura de fusió per la seua composició geoquímica. Emprant aquesta tècnica i algunes inferències geològiques sobre les condicions amb què es preserva la roca, es pot inferir la temperatura del mantell. El mantell és convectiu, de manera que té una temperatura bàsicament constant a qualsevol profunditat fora de les capes límit superior i inferior: això no és del tot cert perquè la temperatura en qualsevol cos convectiu sota pressió ha d'augmentar al llarg d'una adiabàtica, però el gradient de temperatura adiabàtic sol ser molt menor que els salts de temperatura en els límits. Per això, el mantell normalment s'associa a una temperatura única o potencial referida a la temperatura del mantell mitjà extrapolada al llarg de l'adiabàtica a la superfície. La temperatura potencial del mantell es calcula al voltant de 1.350 °C en l'actualitat. Hi ha una temperatura potencial anàloga del nucli, però com que no n'hi ha mostres, la temperatura actual depén de l'extrapolació de la temperatura al llarg d'una adiabàtica des del límit interior del nucli, on el ferro sòlid està una mica restringit.

## Termodinàmica
La formulació matemàtica més simple de la història tèrmica interna terrestre implica l'evolució temporal de les temperatures mitjana i mitjana del mantell. Per a derivar aquestes equacions, primerament s'ha d'escriure el balanç d'energia del mantell i del nucli per separat. En són: 
{\displaystyle Q_{\text{superficie}}=Q_{\text{sec,manto}}+Q_{\text{rad}}+Q_{\text{cmb}}}
per al mantell, i 
{\displaystyle Q_{\text{cmb}}=Q_{\text{sec,núcleo}}+Q_{\text{L}}+Q_{\text{G}}}
per al nucli {\displaystyle Q_{\text{superficie}}} és el flux de calor de la superfície [W] a la superfície terrestre (i el mantell), {\displaystyle Q_{\text{sec,man}}=M_{\text{man}}c_{\text{man}}dT_{\text{man}}/dt} és la calor de refredament secular del mantell, i {\displaystyle M_{\text{man}}}, {\displaystyle c_{\text{man}}} i {\displaystyle T_{\text{man}}}són la massa, la calor específica i la temperatura del mantell. {\displaystyle Q_{\text{rad}}} és la producció de calor radiogènica al mantell i {\displaystyle Q_{\text{cmb}}} és el flux de calor des del límit del mantell del nucli
```

  

    

      

        

          
Q

          

            
sec,núcleo

          

        

        
=

        

          
M

          

            
núcleo

          

        

        

          
c

          

            
núcleo

          

        

        
d

        

          
T

          

            
núcleo

          

        

        

          
/

        

        
d

        
t

      

    

    
{\displaystyle Q_{\text{sec,núcleo}}=M_{\text{núcleo}}c_{\text{núcleo}}dT_{\text{núcleo}}/dt}

  

 és la calor de refredament secular del nucli, i 

  

    

      

        

          
Q

          

            
L

          

        

      

    

    
{\displaystyle Q_{\text{L}}}

  

 i 

  

    

      

        

          
Q

          

            
G

          

        

      

    

    
{\displaystyle Q_{\text{G}}}

  

són el flux de calor latent i gravitacional des del límit del nucli intern per la solidificació del ferro. Resolent per a 

  

    

      

        
d

        

          
T

          

            
man

          

        

        

          
/

        

        
d

        
t

      

    

    
{\displaystyle dT_{\text{man}}/dt}

  

, 

  

    

      

        
d

        

          
T

          

            
man

          

        

        

          
/

        

        
d

        
t

      

    

    
{\displaystyle dT_{\text{man}}/dt}

  

 i 

  

    

      

        
d

        

          
T

          

            
núcleo

          

        

        

          
/

        

        
d

        
t

      

    

    
{\displaystyle dT_{\text{núcleo}}/dt}

  

 dona:
```

{\displaystyle {\frac {dT_{\text{man}}}{dt}}={\frac {3(-Q_{\text{superficie}}-Q_{\text{cmb}})}{4\pi \rho _{\text{m}}c_{\text{m}}(R^{3}-R_{\text{c}}^{3})}}+{\frac {Q_{\text{rad}}}{V_{\text{m}}\rho _{\text{m}}c_{\text{m}}}}}
i, 
{\displaystyle {\frac {dT_{\text{núcleo}}}{dt}}=Q_{\text{cmb}}\left[A_{\text{c}}(L+E_{G})\left({\frac {R_{i}}{R_{\text{c}}}}\right)^{2}\rho _{i}{\frac {dR_{i}}{dT_{\text{cmb}}\eta _{\text{c}}}}-{\frac {R_{\text{c}}^{3}-R_{i}^{3}}{3R_{\text{c}}^{3}}}\rho _{\text{c}}c_{\text{c}}\right]^{-1}}

## Catàstrofe termal
El 1862, lord Kelvin calculà l'edat de la Terra en suposar que s'havia format com un objecte totalment fos, i determinà la quantitat de temps que necessitaria la refrigeració de la superfície fins a la temperatura actual. Com que l'uniformisme requeria una Terra molt més antiga, n'hi havia una contradicció. Amb el temps, es descobriren les fonts de calor addicionals dins de la Terra, i això permeté una edat més antiga. Aquesta secció tracta sobre una paradoxa semblant en la geologia actual, denominada catàstrofe tèrmica.
La catàstrofe tèrmica terrestre es pot demostrar resolent les equacions anteriors per a l'evolució del mantell amb {\displaystyle Q_{\text{cmb}}=0}. La catàstrofe es defineix quan la temperatura mitjana del mantell {\displaystyle T_{\text{man}}}supera el mantell sòlid perquè tot el mantell es fon. Utilitzant la relació d'Urey geoquímicament preferida d'{\displaystyle Ur=1/3} i l'exponent de refredament geodinàmicament preferit de {\displaystyle {\text{beta}}=1/3}, la temperatura del mantell arriba al mantell sòlid (és a dir, una catàstrofe) en 1-2 Ga. Aquest resultat és clarament inacceptable perquè hi ha evidència geològica d'un mantell sòlid tan antic com 4 Ga (i possiblement més). Per això, el problema de la catàstrofe tèrmica és la principal paradoxa en la història tèrmica terrestre.

## Nova paradoxa del nucli
La nova paradoxa del nucli planteja que les noves revisions ascendents a la conductivitat tèrmica del ferro mesurada de manera empírica en les condicions de pressió i temperatura del nucli terrestre impliquen que la dinamo està estratificada tèrmicament en l'actualitat, impulsada només per convecció compositiva associada amb la solidificació del nucli interior. L'àmplia evidència paleomagnètica, però, d'una dinamo més vella que l'edat probable del nucli interior (~ 1 Gyr) crea una paradoxa respecte a quina potència tindria la dinamo abans de la nucleació interna terrestre. S'ha proposat que una major velocitat de refredament del nucli i una menor velocitat de refredament del mantell podrien resoldre aquesta paradoxa en part. La paradoxa, però, continua sense resoldre's.
S'hi han proposat dues restriccions més. Les simulacions numèriques de les propietats del material fèrric a alta pressió i temperatura reclamen un límit superior de 105 W/m/K a la conductivitat tèrmica. Aquesta revisió a la baixa de la conductivitat alleugereix parcialment els problemes de la nova paradoxa del nucli en reduir el flux de calor adiabàtica del nucli requerit per mantenir el nucli tèrmicament convectiu. A més, els experiments geoquímics han portat a la proposta que la calor radiogènica del nucli és més gran del que es pensava abans. Aquesta revisió, si és certa, també alleujaria els problemes del balanç de calor del nucli en proporcionar una font d'energia afegida en el temps.